# 알 오트로 라도 델 무로
《알 오트로 라도 델 무로》(스페인어: Al otro lado del muro)는 2018년 방영된 미국의 텔레노벨라이다.